# Miss Ceará 2016
Miss Ceará 2016 foi a 55ª edição do tradicional concurso de beleza feminina que se encarrega de escolher a melhor candidata cearense para representar seu Estado e sua cultura no certame nacional de Miss Brasil 2016. O evento contou com a participação de quinze municípios do estado com suas respectivas candidatas municipais em busca do título. Programado para o dia 23 de Junho, o evento foi gravado e transmitido dois dias depois, dia 25 de Junho pela afiliada da Band na região, a NordesTV. Arianne Miranda, vencedora do título do ano anterior, coroou sua sucessora ao posto no final da competição.

## Resultados

### Colocações
| Posição                 | Município e Candidata |
| Miss Ceará              | - Quixadá - Morgana Carlos |
| 2º. Lugar               | - Caucaia - Marina Ramada |
| 3º. Lugar               | - Maciço de Baturité - Thais Guimarães |
| Finalistas              | - Messejana - Luana Mastrillo - São Gonçalo do Amarante - Yagha Dresch                                                                                  |
| (TOP 10) Semifinalistas | - Cariri - Natália Bragança - Fortaleza - Amanda Lima - Guaraciaba do Norte - Iara Carla - Senador Pompeu - Hellen Siqueira - Solonópole - Jamila Silva |

### Prêmio Especial
O concurso deu o seguinte prêmio especial à candidata:
| Prêmio          | Município e Candidata              |
| Miss Be Emotion | - Guaraciaba do Norte - Iara Carla |

### Ordem dos Anúncios
| 1. Caucaia 2. Solonópole 3. Maciço de Baturité 4. Quixadá 5. Guaraciaba do Norte 6. Messejana 7. Senador Pompeu 8. Fortaleza 9. São Gonçalo 10. Cariri | 1. Caucaia 2. Maciço de Baturité 3. Messejana 4. Quixadá 5. São Gonçalo |  |  |

## Candidatas
As candidatas ao título deste ano: 
| - Cariri - Natália Bragança - Caucaia - Marina Ramada - Fortaleza - Amanda Lima - Guaraciaba do Norte - Iara Carla - Ipu - Márjory Freitas - Itarema - Janara Aguiar - Ipueiras - Marquiane Diogo - Maciço de Baturité - Thais Guimarães | - Massapê - Francilaine Almeida - Messejana - Luana Mastrillo - Pindoretama - Bruna Holanda - Quixadá - Morgana Carlos - São Gonçalo do Amarante - Yagha Dresch - Senador Pompeu - Hellen Siqueira - Solonópole - Jamila Silva |

## Histórico

### Desistências
- Boa Viagem - Camila Mota[5]

- Quixeramobim - Laurranda Costa

- Iguatu - Taynara Gomes

- Pacajus - Lícia Moura[6]

- Russas - Amanda Ribeiro[7][8]